# الاتصال المفقود
الاتصال المفقود، هو نوع من الإعلانات الشخصية التي تنشأ بعد لقاء شخصين ولكنهما خجولان جدًا أو غير قادرين على تبادل تفاصيل الاتصال. يحصل قسم "الروابط المفقودة" في كريغزليست على آلاف الإعلانات من هذا النوع شهريًا في مدينة نيويورك وسان فرانسيسكو وسياتل.
بدأ هذه الميزة بواسطة جيم باكماستر، الرئيس التنفيذي لشركة كريغزليست، بعد أن لاحظ نوعًا شائعًا من النشر في إعلاناتهم الشخصية ، والذي وصفه بأنه "you-smiled-at-me-on-the-subway-platform". ويرى أن التنسيق يلبي حاجة إنسانية مشتركة وكونه مثاليًا للكوميديا الرومانسية ، "الروابط المفقودة تمنح الناس فرصة ثانية ... إنها تمثل المثابرة في مواجهة الصعاب الطويلة ، مما يضيف بالتأكيد إلى جاذبيتها الفنية." تم تطوير مجموعة متنوعة من هذه الأعمال الفنية بما في ذلك الرسوم التوضيحية والأفلام والمسرحيات والشعر والأغاني.
المدن الكبرى الأخرى لديها أعمدة مماثلة في كريغزلست ووسائل الإعلام المحلية الخاصة بها. تحتوي صحيفة مترو لندن على عمود بعنوان "اعجاب ساعة الذروة" للمسافرين الذين يتبادلون النظرات ولكن لا شيء أكثر من ذلك. تم إعادة تأسيس العديد من العلاقات وأصبح الأزواج متزوجين بهذه الطريقة ، مثل "لاعبة الرجبي الطويلة" و "السيدة الجميلة ذات الثوب الأحمر ذات الشعر البني الطويل المجعد".  تقدم مواقع الويب المختلفة مثل Gumtree أيضًا إمكانية إعادة الاتصال مع الاتصالات الفائتة.

## التوزع
تم تحليل طبيعة وموقع الاتصالات المفقودة. في جميع أنحاء الولايات المتحدة في عام 2013 ، كان التقسيم حسب الجنس كما يلي:
- 59٪ رجل يبحث عن امرأة
- 27٪ رجل يبحث عن رجل
- 13٪ امرأة تبحث عن الرجل
- 1٪ امرأة تبحث عن امرأة

في شمال غرب المحيط الهادئ ، كان الموقع الأكثر شيوعًا هو وسائل النقل العام. في جنوب غرب المحيط الهادئ ، كانت صالة الألعاب الرياضية. في شمال شرق الولايات المتحدة ، كان مترو الأنفاق والقطار. في الغرب الأوسط للولايات المتحدة ، كان هذا هو السوبر ماركت. في تكساس ومنطقة ساحل الخليج ، كان وول مارت.

## التطبيق
تمت صياغة التطبيق عبر الإنترنت بحيث تختفي المنشورات بعد 45 يومًا. وهذا يعطي احتمالًا ثانيًا للخسارة حيث قد لا يتم عرض المنشور في الوقت المناسب للم شمل الزوجين.  تم إنشاء تطبيقات الهاتف المحمول الأخرى لتي تسهل العلاقات بين الغرباء على الفور، على الرغم من أنها تتطلب بيانات الموقع. وقد تم اقتراح بروتوكولات لتسهيل مثل هذه المواجهات بشكل أكثر أمانًا.

## الفن والكوميديا والأفلام والمسرحيات والقصائد
تم استخدام هذا الموضوع من قبل الفنانين والمؤلفين. أقام متحف نيويورك ترانزيت معرضًا خاصًا لمثل هذه الأعمال في عيد الحب في عام 2011.
تم عرض مسرحية تفاعلية حية بعنوان "الاتصالات المفقودة"، شارك في كتابتها جون تاي وأليكس جروهين ، أداها الساحر جون تاي، وأخرجها وأنتجها أليكس جروهين ، واستمرت في العرض في الفترة من 2 فبراير إلى 28 فبراير 2021.
كما تم تقديم أغنية ضمن ألبوم موسيقي الريف آشلي ماكبرايد بعنوان Missed Connections' The Missed Connection Section of the Lindeville Gazette ".

## السوابق الرقمية السابقة
تمامًا كما كانت الإعلانات الشخصية "للقلوب المنعزلة" موجودة في الصحف المطبوعة قبل فترة طويلة من اختراع الإنترنت ، كذلك كانت هناك "اتصالات مفقودة". ظهر أول إعلان معروف من هذا القبيل ، في ذلك الوقت ، والذي كان يُطلق عليه "إعلان مرة واحدة" ، في "ذي تاتلر" في عام 1709. وقد وضع صموئيل ريفز مثالًا لمثل هذا الإعلان الذي شوهد مرة واحدة: "رجل نبيل، في العشرين من عمره، كان له الشرف في قيادة سيدة من القارب في وايتهول ستيرز، يرغب في معرفة أين قد ينتظرها لإغلاق مسألة تثير قلقه".

## أنظر أيضا
- على الخط
- الصدفة

## روابط خارجية
- اتصالات مفقودة - كريغزلست لمنطقة خليج سان فرانسيسكو
- الاتصالات المفقودة - تطبيق للعثور على الاتصالات الفائتة بناءً على نظام تحديد المواقع العالمي (GPS)
- الاتصالات المفقودة - تطبيق يعيد توصيلك باتصالك المفقود باستخدام تقنية من 2020